# Прапор Кореїза
Прапор Кореїза — офіційний символ селища Кореїз (Ялтинський район, Автономна Республіка Крим), затверджений рішенням Кореїзької селищної ради від 31 серпня 2012 року. Автор прапора — О. І. Маскевич.

## Опис прапора
Прапор селища Кореїз є прямокутним полотнищем із співвідношенням сторін 2:3, що складається з червоної та синьої смуг шириною 2/5 і 3/5 ширини прапора відповідно, між якими біла шипоподібна смуга шириною 1/20 ширини прапора, на якій вузька синя шипоподібна смуга шириною 1/50 ширини прапора.
У центрі червоної смуги жовта княжа корона між двома жовтими, повернутими до корони левових голів. Від нижніх країв прапора до центру синьої смуги йдуть дві білі смуги шириною 3/20 ширини прапора, які супроводжуються трьома білими ліліями.